# Bilsanda
Bilsanda är en ort i Indien.   Den ligger i distriktet Pīlībhīt och delstaten Uttar Pradesh, i den norra delen av landet, 270 km öster om huvudstaden New Delhi. Bilsanda ligger 171 meter över havet och antalet invånare är 15 538.
Terrängen runt Bilsanda är mycket platt. Runt Bilsanda är det tätbefolkat, med 442 invånare per kvadratkilometer. Närmaste större samhälle är Bīsalpur, 15,3 km väster om Bilsanda. Trakten runt Bilsanda består till största delen av jordbruksmark.